# Jolmete
Jolmete – wieś w Gwinei Bissau, w regionie Cacheu.